# Тухулха
Тухулха — хтоническое существо в этрусской мифологии с заострёнными ушами (возможно, ослиными), волосами из змей и клювом, напоминающим клюв стервятника. Тухулха жила в подземном мире, известном как Айта.
Многие ученые называют это божество мужским, потому что у Тухулхи есть мужские признаки, такие как звериная шерсть на лице, напоминающая бороду. Однако, по словам Нэнси де Груммонд, «это чудовище часто называют в мужском роде, но на самом деле очень вероятно, что оно — женщина или не имеет пола вообще, потому что она носит женское платье, имеет явно бледно-розоватую кожу (сравните с кирпично-красной кожей Тесе) и, похоже, у неё даже есть грудь». Узор на змеях Тухулхи, по её мнению, указывает на гадюку. Эмелин Хилл Ричардсон, Грэм Баркер и Том Расмуссен также считают, что Тухулха является женщиной. Тем не менее, классическая история считала одежду Тухулхи хитоном, который могли носить и мужчины и женщины. Кроме того, ту же одежду носит и другое мужское божество — Харун (Charún).
Единственное известное изображение Тухулхи находится в настенной росписи в гробнице Орка II в Тарквинии, Италия. Там божество появляется в истории о путешествии Тесе (Тесея) в подземный мир. Тесе и его друг Пейрифус (от него на фреске осталась лишь голова) играют в настольную игру, рядом находится Тухулха.
Фреска с изображением Тухулхи оказывается связана с рядом убийств в фильме «Этруски убивают ещё» (1972).